# Новый экономический механизм
Новый экономический механизм («чин таакан май») — экономическая политика в Лаосской народно-демократической республике с 1986 года. Включает приватизацию предприятий, поощрение иностранных инвестиций и создание рыночной экономики. В политическом отношении в Лаосе сохраняется однопартийная система. В этом плане «чин таакан май» похож на политику реформ в соседних социалистических странах — преобразования Дэн Сяопина в КНР и Дой Мой во Вьетнаме. «Чин таакан май» позволил Лаосу в 1990-е — 2000-е годы создать собственную промышленность с доминированием иностранного капитала, развить транспортную инфраструктуру, однако страна остается бедной и зависимой от иностранной помощи.

## Лаос накануне политики «чин таакан май»
В 1975 году была провозглашена Лаосская народно-демократическая республика. На тот момент Лаос был бедной аграрной страной, разорённой гражданской войной. Преобладали мелкие крестьянские хозяйства, в ряде районов сохранялось подсечно-огневое земледелие. Основными культурами к 1975 году были рис и кукуруза. Также выращивались табак, кофе, хлопок, опийный мак, картофель, соя, маниок, цитрусовые и масличные. На экспорт шла продукция лесной промышленности — например, бензой. Плантации гевеи не получили развития. Промышленных объектов было очень мало — оловянная шахта Фонтиу (добытая руда шла на экспорт в непереработанном виде), цементный завод, хлопкоочистительная фабрика во Вьентьяне, мелкие предприятия легкой промышленности. В период независимости сильно развилась гидроэнергетика — к 1975 году в стране функционировали 6 крупных электростанций. Автомобильный парк в 1975 году составлял 18 тыс. машин. Дорожная сеть была слабо развита. В 1983 году в Лаосе было только 766 км дорог с асфальтовым покрытием. Железных дорог не было вовсе. Границы Лаоса были очень беспокойными. На севере против лаосских властей действовали группы партизан во главе с Па Као Хэ. На юго-западе располагался ориентировавшийся на США Таиланд. Отношения с Таиландом были враждебными и дошли в 1987—1988 годах до вооружённого конфликта. Система подготовки специалистов для национальной экономики в Лаосе практически отсутствовала. В 1975 году в стране только 145 человек обучались в высших и средних профессиональных школах.
Лаос в 1975—1985 годах жил в значительной мере на помощь социалистических стран советской ориентации. За первые десять лет существования Лаосская народно-демократическая республика около 80 % внешних безвозмездных поступлений получила от социалистических стран.

## Содержание «чин таакан май»
В 1986 году в Лаосе было объявлено о переходе к «новому экономическому механизму» («чин таакан май»), а в 1988 году были приняты Акт о поощрении инвестиций и Закон об иностранных инвестициях. Инициатором перехода к рыночным преобразованиям стал все тот же Кейсон Фомвихан.
Содержание политики «чин таакан май» определялось тремя моментами: приватизация и реструктуризация госсектора, поощрение иностранных инвестиций и переход к рынку при контроле со стороны государства. Дальнейшие преобразования в Лаосе были схожи с политикой Дой Мой во Вьетнаме и реформами Дэн Сяопина в КНР. В конце 1980-х — начале 1990-х годов фактически были распущены колхозы: крестьянское единоличное хозяйство получило право длительного (иногда пожизненного) пользования обрабатываемым участкам, право его наследования и залога. Началось активное стимулирование малого и среднего бизнеса. Особенностью Лаоса стал введённый в этот период запрет на строительство крупных промышленных объектов (кроме тех, что сооружались на иностранные инвестиции). В начале 1990-х годов разрешено создавать частные банки и предприятия. В 1990 году в стране созданы свободные экономические зоны. В дальнейшем политика «чин таакан май» была продолжена — в 2003 году закон гарантировал, что иностранные капиталовложения не будут национализированы. Большинство государственных предприятий были приватизированы, сданы в аренду или в концессию. Значительную роль стал играть иностранный капитал. В Лаосе резко увеличилось количество занятых в промышленности благодаря предприятиям, созданным на иностранные деньги.

## Итоги реализации
Благодаря Новому экономическому механизму в 1990-е — 2000-е годы в Лаосе произошли значительные перемены:
- Резко увеличилось количество занятых в отраслях промышленности, где стал доминировать иностранный капитал. Если в 1990 году в швейной отрасли Лаоса было занято только 800 человек, то в 2012 году — более 35 тыс. человек[11] (рост численности занятых за 12 лет более, чем в 40 раз). При этом большая часть швейных фабрик Лаоса принадлежит иностранному капиталу[12];
- Создание транспортной инфраструктуры. В 1983 году в Лаосе протяженность дорог составила 11125 км (с асфальтовым покрытием — 766 км)[3]. К 2005 году в стране длина дорог составила 31205 км (в том числе с асфальтовым покрытием 4500 км)[13]. Через Меконг в 1990-е — 2000-е годы построены три моста, соединяющие Лаос и Таиланд[13]. В 2008 году из Таиланда в Лаос была пущена первая в ЛНДР железная дорога протяженностью 3,5 км[13];
- Возникновение новых отраслей промышленности благодаря иностранному капиталу. В 1991 году иностранная компания построила первый в Лаосе завод по сборке мотоциклов (в 2004 году заработали еще семь заводов)[14].

Значительная часть предприятий Лаоса принадлежит иностранному (или смешанному капиталу). В основном Лаос специализируется на сборке промышленной продукции из импортных деталей и на экспорте сырья — металлов и леса. Страна очень зависит от иностранной финансовой помощи и импорта оборудования. Кроме того, Лаос остается бедным государством. Доминирующей по числу занятых отраслью остается сельское хозяйство, которое находится на низком технологическом уровне.